# Contomastix leachei
Contomastix leachei là một loài thằn lằn trong họ Teiidae. Loài này được Peracca mô tả khoa học đầu tiên năm 1897.